# Slovenský rozhlas
Slovenský rozhlas byla slovenská rozhlasová stanice. 
Účinností zákona č. 532/2010 Z.z. byl Slovenský rozhlas sloučen se Slovenskou televizí, čímž vznikl Rozhlas a televize Slovenska (Rozhlas a televízia Slovenska) jako veřejnoprávní, národní, nezávislá, informační, kulturní a vzdělávací instituce, jež poskytuje službu veřejnosti v oblasti rozhlasového a televizního vysílání.

## Charakteristika
Mezi architektonicky zajímavé stavby hlavního města Slovenska Bratislavy patří i budova Slovenského rozhlasu v Mýtné ulici. Je postavena z ocelové konstrukce ve tvaru obrácené pyramidy (jehlan postavený na špičce). Autory projektu byli Štefan Svetko, Štefan Ďurkovič a Barnabáš Kissling. Projekt vznikl v roce 1963. Stavba byla dokončena až v roce 1983. Obsahuje velkorysé vnitřní prostory, vynikající koncertní síň a dobře vybavená nahrávací studia. Jsou zde umístěny i jedny z největších varhan na Slovensku.
První zkušební vysílání z této budovy začalo v roce 1984. Pravidelné vysílání probíhá od 27. března 1985.
V současnosti vysílá na 6 stanicích (rozhlasových kanálech). Jeho součástí je i Symfonický orchestr Slovenského rozhlasu – nejstarší hudební těleso na Slovensku.

## Přehled stanic Slovenského rozhlasu
- Slovensko – Slovenský rozhlas 1 (zpravodajsko-publicistická stanice)
- Regina – Slovenský rozhlas 2 (rodinné rádio)
- Devín – Slovenský rozhlas 3 (umělecko-kulturní)
- _FM – Slovenský rozhlas 4 (alternativní hudební žánry)
- Patria – Slovenský rozhlas 5 (pro národnostní menšiny)

### Digitální stanice
- Radio Slovakia International – Slovenský rozhlas 6 (cizojazyčné)
- Pyramída – Slovenský rozhlas 7 (archivní)
- Litera – Slovenský rozhlas 8 (umělecké a literárně-dramatické)
- Junior – Slovenský rozhlas 9 (pro děti)

## Relace

### Dětské relace
- Halabala

### Křesťanské relace
- Ranné zamyslenie
- Frekvencia M (Frekvencia mladých)
- Cesty
- Kresťanský týždenník
- Hudba-život-viera
- Kresťanská nedeľa
- Slovo pre veriacich i neveriacich
- Ekuména vo svete
- Rádio Vatikán